# Спортивна площа (Сімферополь)
У Вікіпедії є статті про інші площі з назвою Спортивна площа
Спортивна площа (крим. Sportıvna meydanı) — площа Сімферополя, в Центральному районі міста.

## Опис
Розташовується між Центральним ринком та стадіоном «Локомотив». Виходить на площу Амет-Хана Султана, вулиці Козлова та Субхі.
Зараз перетворена на парковку.
Примітна будівля — Будинок військово-технічного навчання ДТСААФ (Проспект Кірова, 1), побудований в 1967 році.
Будівлю поряд зі стадіоном займає технікум громадського харчування.

## Історія
У 1933 році пустир, що назвався Стрілецьким полем, стали називати стадіоном Імені 15-річчя ВЛКСМ.
Після Другої світової війни — площа Імені 15-річчя ВЛКСМ або площа Комсомольська, займала також територію сучасного стадіону «Локомотив». Нову назву отримала приблизно у 1967 році з відкриттям нового стадіону.
У 2013 році в районі Центрального ринка прибрали нелегальні парковки, і залишили лише одну стоянку з паркоматами на площі Спортивна.